# Max Center
Max Center es un centro comercial de Baracaldo, en la provincia vasca de Vizcaya (España). Es la mayor zona de ocio y restauración de la provincia.[cita requerida] Fue inaugurado en 1994 y se encuentra en el barrio baracaldés de Kareaga, junto a la autovía A-8 que une Bilbao con Santander. El centro comercial dispone de un hipermercado Eroski y 166 locales más.
Tiene un aparcamiento en superficie, dos en pisos subterráneos y otro en el tejado, mientras que Max Ocio posee uno subterráneo.

## Remodelación

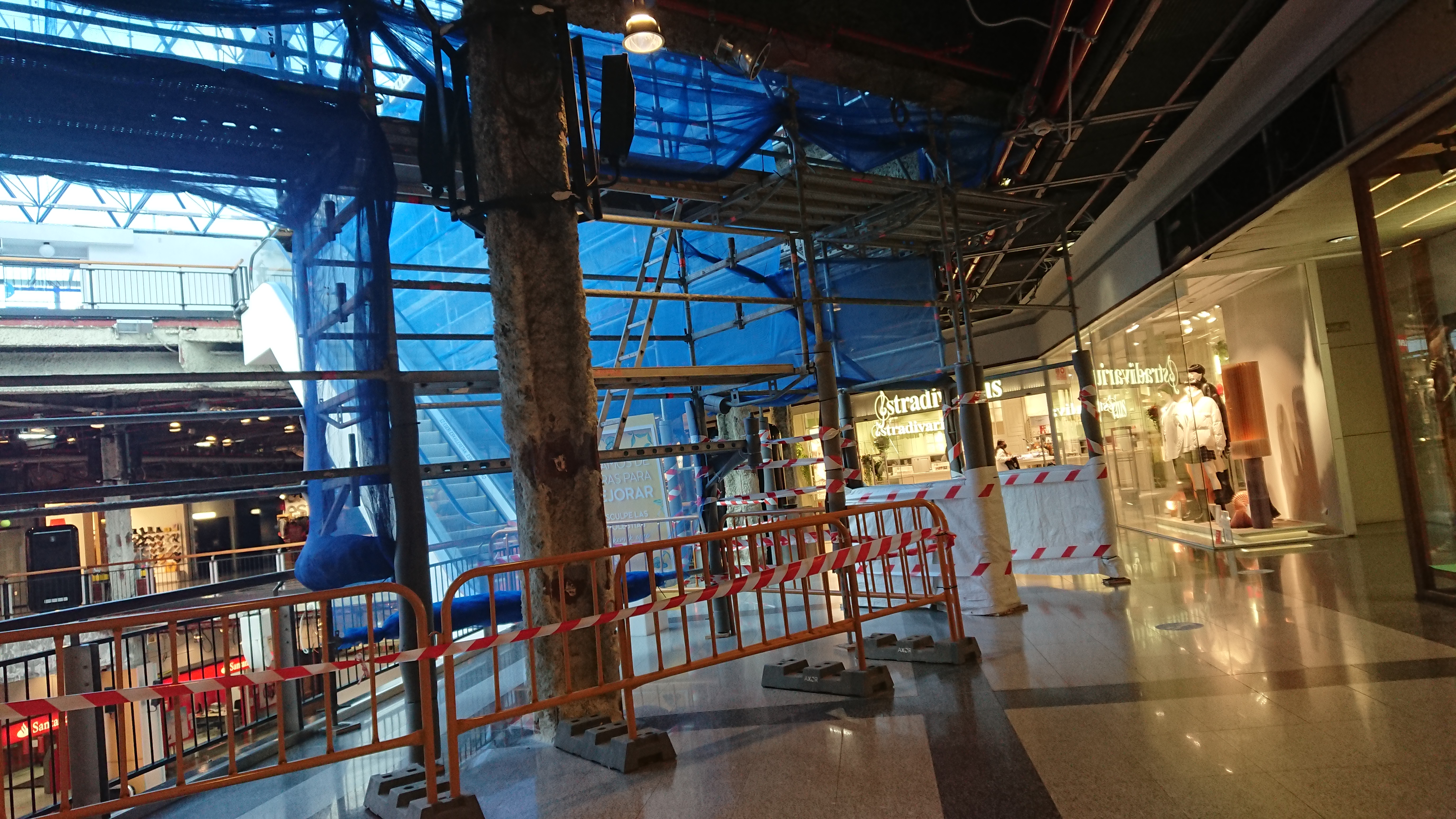
Obras de remodelación

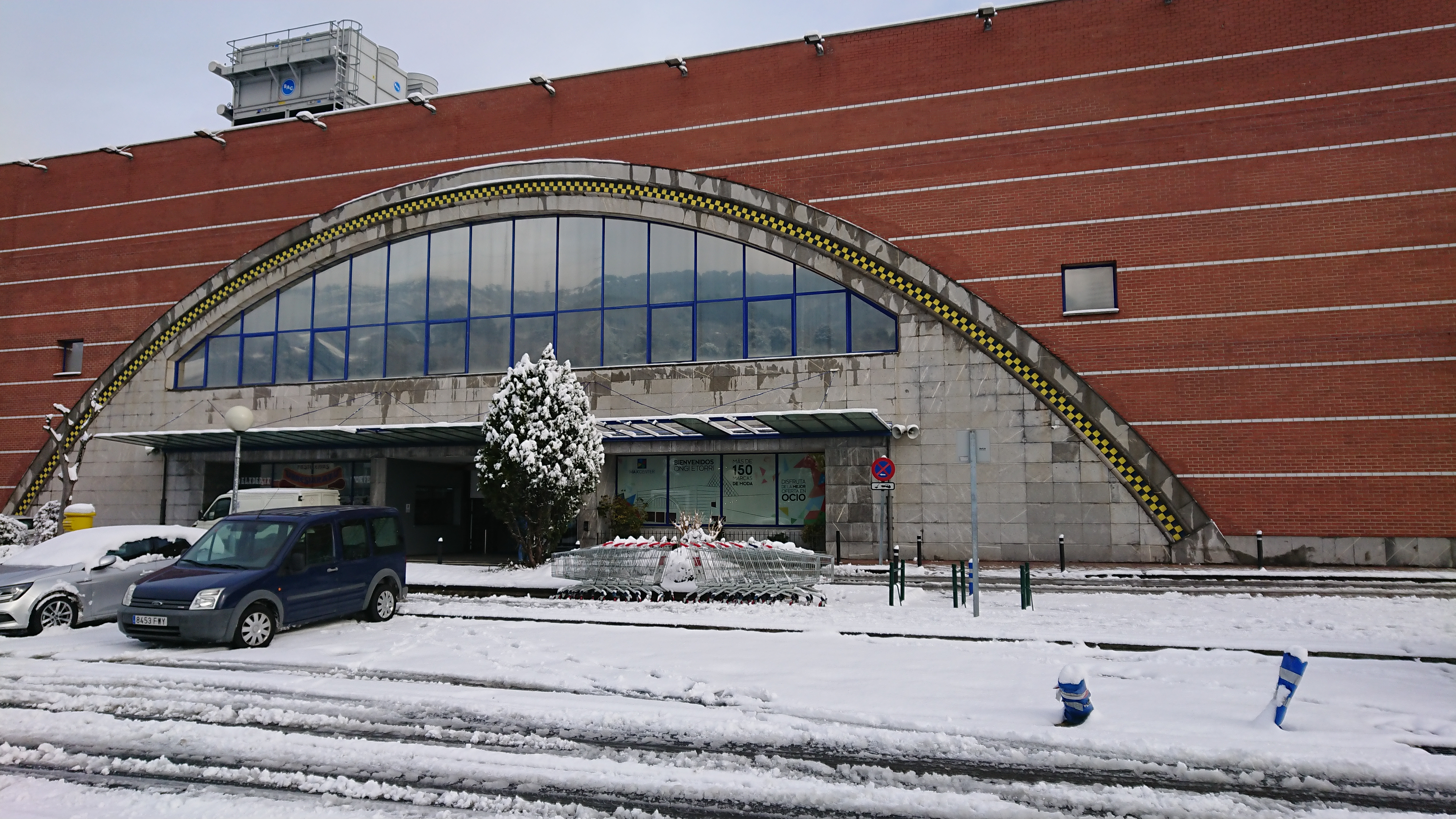
Entrada principal antes de la remodelación

En 2019 se inició una gran reforma para todo el centro comercial, terminando en noviembre de 2022. Supuso una inversión de 20 millones de euros.
Esta remodelación integral ha tenido como objetivo modernizar y digitalizar sus espacios, ofreciendo una experiencia más amplia de servicios.
La reforma transformó el interior de la galería y la fachada exterior, inspirada en el skyline de Bilbao y el relieve montañoso del parque natural de Urkiola.
Esta renovación se complementa con la incorporación en su plaza central de una de las mayores obras digitales de Europa, con una altura de 17 metros y casi 10 de ancho, desde su puesta en marcha, ha sido reconocida en prestigiosos certámenes internacionales.

La ejecución de la reforma se realizó por fases para permitir la máxima operatividad del centro.

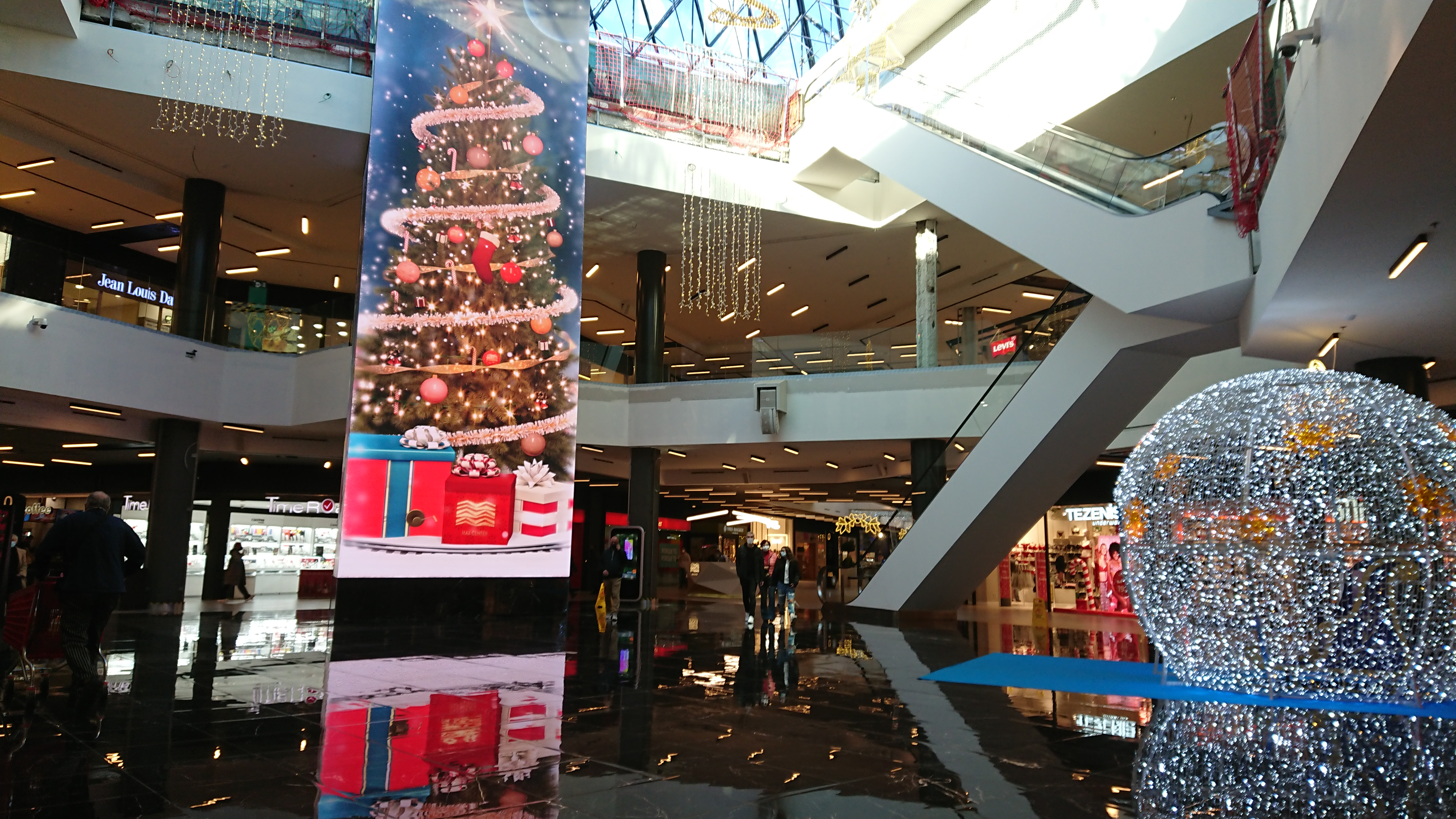
Pantalla gigante. Navidad 2021-22

## Superficies
- Eroski (hipermercado)
- La Casa del Perro
- Burger King
- Restaurante Ñam
- Urrestarazu
- Ale-Hop
- Athletic Club
- BBK
- Bershka
- Bijou Brigitte
- Boutique del Automóvil-Bosch Car Service
- Calzedonia
- Ccusi
- Celio
- Coronel Tapiocca
- Disney Store
- Dockers
- Douglas
- Euskaltel
- Equivalenza
- Flying Tiger Copenhagen
- Fosco
- Gong Discos
- Gsus Industries
- H&M
- If
- Imaginarium
- Inside
- Intimissimi
- Jack & Jones
- Kiddys Class
- Lamana
- Levis
- Marionnaud
- Massimo Dutti
- Mas Intimo
- Movistar
- Neck & Neck
- Nectar
- New Yorker
- Orange
- Orchestra
- Oysho
- Party Fiesta
- Pepe Jeans
- Pimkie
- Prenatal
- Promod
- Pull and Bear
- Roxy
- Salsa
- Shana
- Skechers
- Soto Jeans
- Springfield
- Stradiviarius
- Textura
- The Phone House
- Trucco
- Ulanka
- Women'secret
- Yoigo
- Yves Rocher
- Zara
- Zara Home

### Max Ocio
La zona de ocio, comunicada con el Max Center por una pasarela cubierta elevada sobre la N-634, es la segunda mayor zona de ocio de la provincia, por detrás del Park Avenue de MegaPark Barakaldo, que se encuentra frente a Max Center. Se abrió en los antiguos terrenos del supermercado Baliak en 2002, ocho años después de la inauguración de Max Center. Esta zona de ocio dispone de una bolera americana con 26 pistas, una zona de máquinas recreativas, 16 salas de cine, restaurantes y cafeterías.
- Cinesa Max Ocio 3D (cines)
- Gambrinus
- Donga
- Foster's Hollywood
- 100 Montaditos
- KFC
- La Fontana
- Krunch
- Max Bowling (bolera)
- Burger King
- La Tagliatella
- Foodoo
- Amorrortu
- Brasa y Leña
- Restaurante Chino

## Comunicaciones

### Carreteras
- A-8 E-70: Autovía del Cantábrico (Irún-Santiago de Compostela). Salida 124 (Sestao-Cruces-Zorroza).
- N-634: San Sebastián - Santiago de Compostela. (barrio Kareaga).

### Autobuses
- Líneas Bizkaibus

| Línea | Línea                                    | Frecuencia | Paradas                                                 |
| ----- | ---------------------------------------- | ---------- | ------------------------------------------------------- |
| A3129 | Lutxana - Cruces - Santurce              | 15'        | Frente a la entrada principal y frente a Aldaiturriaga. |
| A3141 | Cruces - Bagatza - Funicular Trapagaran  | 30'        | Frente a Aldaiturriaga.                                 |
| A3142 | Santurce - Barakaldo - Kareaga           | 20'        | Frente a la entrada principal.                          |
| A3144 | Bilbao - Cruces - Barakaldo (por Ugarte) | 30'        | Frente a la entrada principal.                          |
| A3336 | Muskiz - Bilbao (por Ortuella)           | 60'        | Frente a la entrada principal.                          |
| A3337 | Muskiz - Bilbao (por N-634)              | 60'        | Frente a la entrada principal.                          |

- Otras Líneas:

| Línea  | Línea                                | Frecuencia | Paradas                        |
| ------ | ------------------------------------ | ---------- | ------------------------------ |
| VAC220 | Bilbao - Castro Urdiales (por N-634) | 180'       | Frente a la entrada principal. |